# Colonia Emancipación, Sinaloa
Colonia Emancipación är en ort i Mexiko.   Den ligger i kommunen Culiacán och delstaten Sinaloa, i den västra delen av landet, 1 000 km nordväst om huvudstaden Mexico City. Colonia Emancipación ligger 18 meter över havet och antalet invånare är 948.
Terrängen runt Colonia Emancipación är platt. Runt Colonia Emancipación är det ganska tätbefolkat, med 155 invånare per kvadratkilometer. Närmaste större samhälle är El Rosario, 2,8 km sydost om Colonia Emancipación. Trakten runt Colonia Emancipación består till största delen av jordbruksmark.